# Carla Camacho
Carla Camacho Carrillo (* 2. Mai 2005 in Madrid) ist eine spanische Fußballspielerin. Zumeist wird sie als Sturmspitze eingesetzt.

## Karriere

### Verein
Carla Camacho begann ihre Fußballlaufbahn im Alter von fünf Jahren beim Madrider Verein Agrupación Deportiva Orcasitas. Im Jahr 2012 wechselte sie in die Jugend von Atlético Madrid, wo sie acht Spielzeiten verbrachte. Im Sommer 2020 schloss sich die 15-jährige Carla Camacho der A-Jugend des Stadtrivalen Real Madrid an und erzielte in der U-19-Meisterschaft in zehn Begegnungen 29 Tore. Parallel dazu debütierte sie am 15. November 2020 auch in der B-Mannschaft der „Königlichen“, brachte es in 15 Spielen auf elf Treffer und stieg mit ihrer Mannschaft in die Primera División Nacional, der dritten Spielklasse in Spanien, auf. In der darauffolgenden Saison 2021/22 gehörte sie dem Kader der zweiten Mannschaft Real Madrids an, mit der sie den ersten Platz in ihrer Regionalgruppe belegte und somit den Aufstieg in die Segunda Federación erreichte, sie selbst steuerte in 13 Spielen elf Tore bei. Am 10. Oktober 2021 debütierte Carla Camacho im Alter von 16 Jahren darüber hinaus in einem Meisterschaftsspiel gegen SD Eibar im A-Kader, insgesamt brachte sie es auf vier Einsätze in der ersten Mannschaft von Real Madrid. Am 21. September 2022 bestritt sie in der zweiten Qualifikationsrunde gegen Rosenborg Trondheim ihr erstes Spiel in der Champions League, es folgte ein weiterer Einsatz am 22. Dezember 2022 in der Gruppenphase des kontinentalen Turniers, bei dem ihr ein Tor gegen Vllaznia gelang, darüber hinaus stand sie jeweils in einer Liga- und Pokalbegegnung für die erste Mannschaft auf dem Feld. Im Sommer 2023 wurde Carla Camacho in den A-Kader Real Madrids aufgenommen.

### Nationalmannschaft
Carla Camacho debütierte am 18. August 2021 in einem Testspiel gegen Norwegen in der U-17-Nationalmannschaft. Mit ihrer Landesauswahl qualifizierte sie sich in der Folge für die Endrunde der Europameisterschaft 2022, wo Spanien erst im Endspiel nach Elfmeterschießen an Deutschland scheiterte. Carla Camacho erzielte im Laufe des Turniers drei Treffer und wurde zusammen mit drei weiteren Spielerinnen Torschützenkönigin. Bei der U-17-WM 2022 stand sie erneut im Aufgebot Spaniens. Die Ibererinnen konnten durch ein 1:0 im Endspiel gegen Kolumbien erfolgreich den Titel verteidigen. Carla Camacho bestritt alle sechs Spiele. Am 5. April 2023 stand die zum damaligen Zeitpunkt erst 17-jährige Camacho im Zuge der Qualifikation zur EM 2023 erstmals für die U19 auf dem Feld. Auch in der Endrunde war sie Teil des Aufgebots, das schließlich durch ein 3:2 im Elfmeterschießen im Endspiel gegen Deutschland den insgesamt fünften Europameistertitel für Spanien in dieser Altersklasse erobern konnte. Carla Camacho kam in allen fünf Spielen zum Einsatz und war mit drei Treffern die erfolgreichste Torschützin ihrer Mannschaft.

## Erfolge
Nationalmannschaft
- U-19-Europameisterschaft: 2023
- U-17-Weltmeisterschaft: 2022

Individuelle Erfolge
- Beste Torschützin der U-17-Europameisterschaft 2022